# あの輝いた季節
「あの輝いた季節」（あのかがやいたきせつ）は、2008年10月22日にリリースされた松田聖子の73枚目のシングル。発売元はSony Records。

## パッケージ仕様
DVD付初回限定盤と通常盤の2形態で発売。

## 収録曲
両楽曲とも、作詞・作曲:Seiko Matsuda／編曲: Ryo Ogura
1. あの輝いた季節 （4:30）
2. いつまでもこの胸の中に （3:47）
3. あの輝いた季節 -Backing Track- （4:30）
4. いつまでもこの胸の中に -Backing Track- （3:47）

### 初回限定盤DVD
1. あの輝いた季節（MV）

## 関連作品
- Premium Diamond Bible
- Diamond Bible
- Seiko Matsuda Best Ballad
- SEIKO STORY〜90s-00s HITS COLLECTION〜